# Baluwa
Baluwa es un pueblo ubicado en el distrito de Katmandú, provincia de Bagmati, Nepal.

## Superficie
Cuenta con una superficie de 7 kilómetros cuadrados.

## Demografía
Datos hasta 2015
- Población: 7103 habitantes.[1]
- Densidad de población: 1,013 habitantes por kilómetro cuadrado.[1]
- Población masculina: 3574 (50,3%).[1]
- Población femenina: 3529 (49,7%).[1]